# Kawasaki Ki-100
Chiếc Kawasaki Ki-100 là một kiểu máy bay tiêm kích được Lục quân Đế quốc Nhật Bản sử dụng trong Thế Chiến II. Một biện pháp khẩn cấp nhằm thích nghi một chiếc máy bay tiêm kích Ki-61-II-KAI trang bị một động cơ Mitsubishi bố trí hình tròn đưa đến một kiểu máy bay tiêm kích đánh chặn xuất sắc, một trong những chiếc tốt nhất được Lục quân Nhật sử dụng trong cuộc chiến. Các phi vụ chiến đấu được bắt đầu từ tháng 3 năm 1945; và ngay từ những cuộc đối đầu ban đầu, chiếc Ki-100 đã chứng tỏ phẩm chất tốt để đối chọi lại những chiếc máy bay ném bom hạng nặng B-29 của Không lực Mỹ ở tầm cao, cũng như có khả năng chống cự hiệu quả những máy bay tiêm kích trên tàu sân bay của Hải quân Hoa Kỳ. Một phiên bản mới hơn, chiếc Ki-100-Ib, được chế tạo trong những tuần lễ cuối cùng của cuộc chiến nhằm trang bị cho năm sentai (trung đoàn bay) để phòng thủ chính quốc. Kiểu máy bay này có tên chính thức của Lục quân Nhật là "Máy bay Tiêm kích loại 5" (五式戦闘機).

## Thiết kế và phát triển
Vào giữa năm 1944, một trong những máy bay tiêm kích tốt nhất của Lục quân Nhật Bản là chiếc Kawasaki Ki-61 Hien (飛燕、Phi Yến - én bay, tên mã của Đồng Minh là "Tony"). Nó là máy bay tiêm kích duy nhất do Nhật Bản sản xuất trang bị động cơ thẳng hàng (kiểu Kawasaki Ha-40, một cải biến của người Nhật dựa trên kiểu động cơ Daimler-Benz DB 601 của Đức) trong Thế Chiến II, cũng như là chiếc đầu tiên trang bị vỏ giáp và thùng nhiên liệu tự hàn kín ngay khi xuất xưởng. Nó cũng có được tính năng bay đáng ngưỡng mộ, so sánh được với các thiết kế hiện đại của Hoa Kỳ và châu Âu vào thời đó, chú tâm vào vận tốc và tốc độ lên cao thay vì độ cơ động và tầm bay xa. Nó là một thiết kế có hiệu quả, nhưng chịu ảnh hưởng bởi sự thiếu hụt động cơ và những vấn đề về độ tin cậy.
Những vấn đề này cùng với ưu thế về tính năng bay của những chiếc máy bay tiêm kích đối phương, đặc biệt là kiểu F6F Hellcat, đã dẫn đến việc phát triển một phiên bản cải tiến, chiếc Ki-61-II (sau này là Ki-61-II-KAI), trang bị động cơ mới Kawasaki Ha-140 công suất 1.120 kW (1.500 mã lực), mà không may thay lại nặng hơn chiếc Ki-61-I-KAIc mà nó thay thế. Tốc độ tối đa gia tăng từ 590 km/h (368 mph) lên 610 km/h (379 mph) và tính năng bay nói chung (ngoại trừ tốc độ lên cao) đều được cải thiện. Tuy nhiên, nó không bao giờ có dịp thể hiện như kế hoạch do chất lượng của dây chuyền sản xuất động cơ liên tục bị xuống cấp. Việc sản xuất kiểu này kết thúc vào đầu năm 1945, khi một cuộc ném bom của B-29 đã phá hủy nhà máy sản xuất động cơ, để lại hơn 280 khung máy bay Ki-61 không có động cơ trang bị. Vào thời điểm này của cuộc chiến, Lục quân Nhật đang rất cần những chiếc máy bay tiêm kích đánh chặn hiệu quả để ngăn chặn những cuộc ném bom của đối phương vào chính quốc Nhật Bản, nên đã yêu cầu trang bị kiểu động cơ Mitsubishi Ha-112-H trên những khung máy bay này.
Kiểu Mitsubishi Ha-112-H là một động cơ mạnh mẽ, thực chất tương đương với kiểu Ha-140, nhưng là loại bố trí hình tròn và nhẹ hơn (chiếc Ki-100 nhẹ hơn 272 kg/600 lb so với chiếc Ki-61-II, tương đương kiểu Ki-61-I). Sau khi nghiên cứu một mẫu máy bay Fw 190A được nhập khẩu, một máy bay tiêu biểu có động cơ bố trí hình tròn lắp thành công trên một khung máy bay hẹp, ba khung máy bay Ki-61-II-KAI được cải biến để lắp kiểu động cơ này làm chiếc nguyên mẫu. Vào ngày 1 tháng 2 năm 1945, kiểu máy bay mới bay chuyến bay đầu tiên. Bộ Tổng tham mưu Lục quân đã ngạc nhiên bởi tính năng bay xuất sắc của nó, đã vượt qua chiếc Hien về mọi mặt ngoại trừ vận tốc tối đa (bị suy giảm đôi chút do diện tích cản lớn hơn), nên đã yêu cầu đưa kiểu máy bay mới vào sản xuất dưới tên gọi Máy bay Tiêm kích Lục quân Loại 5 Kiểu 1a. Tên đặt của công ty cho nó là Ki-100-1-Ko, và không lâu sau có thêm 271 khung máy bay cùng được cải tiến.
Động cơ này tỏ ra bền bỉ tương phản với những cơn ác mộng cơ khí công suất cao trên những chiếc Nakajima Ki-84, Kawasaki Ki-61 và Kawanishi N1K-J đã khiến nhiều chiếc máy bay phải nằm lại trên mặt đất. Mặc dù chậm khi bay ngang, Ki-100 có thể bổ nhào sánh cùng P-51 Mustang không giống như đa số những máy bay tiêm kích Nhật khác và iữ được tốc độ khi thoát ra. Các khẩu pháo mang được 250 viên đạn 20 x 94 mm mỗi khẩu, mỗi đầu đạn nặng 112 g (AP: xuyên thép) hay 79 g (HE: đạn nổ 12%). Vận tốc đầu đạn là 700 m/s (2.300 ft/s); của HE là 730 m/s (2.400 ft/s) cung cấp tầm bắn hiệu quả là 900 m (2.950 ft). Tốc độ bắn 850 viên mỗi phút bị giảm đi khoảng 27% khi đồng bộ với các cánh quạt, dù vậy kiểu vũ khí này vẫn có hiệu quả (620,5 viên mỗi phút) ngay cả theo tiêu chuẩn phương Tây. Mỗi khẩu súng máy trên cánh mang được 250 viên đạn 12,7 x 81 mm. mỗi đầu đạn nặng 35,4 g AP (33-38 g 2,2%HE) và có vận tốc đầu đạn là 760 m/s (770–796 m/s HE) (2.450 ft/s; 2.500-2.600 ft/s) cung cấp tầm bắn hiệu quả là 750 m (2.460 ft), với tốc độ bắn 900 viên mỗi phút.
Việc cải tiến kiểu căn bản đã cho ra đời phiên bản Ki-100-II, với động cơ siêu tăng áp dùng để đánh chặn những chiếc máy bay ném bom B-29 Superfortress trên tầm cao, nhưng chỉ có ba chiếc được chế tạo và chúng chưa từng được đưa ra sử dụng.

## Lịch sử hoạt động

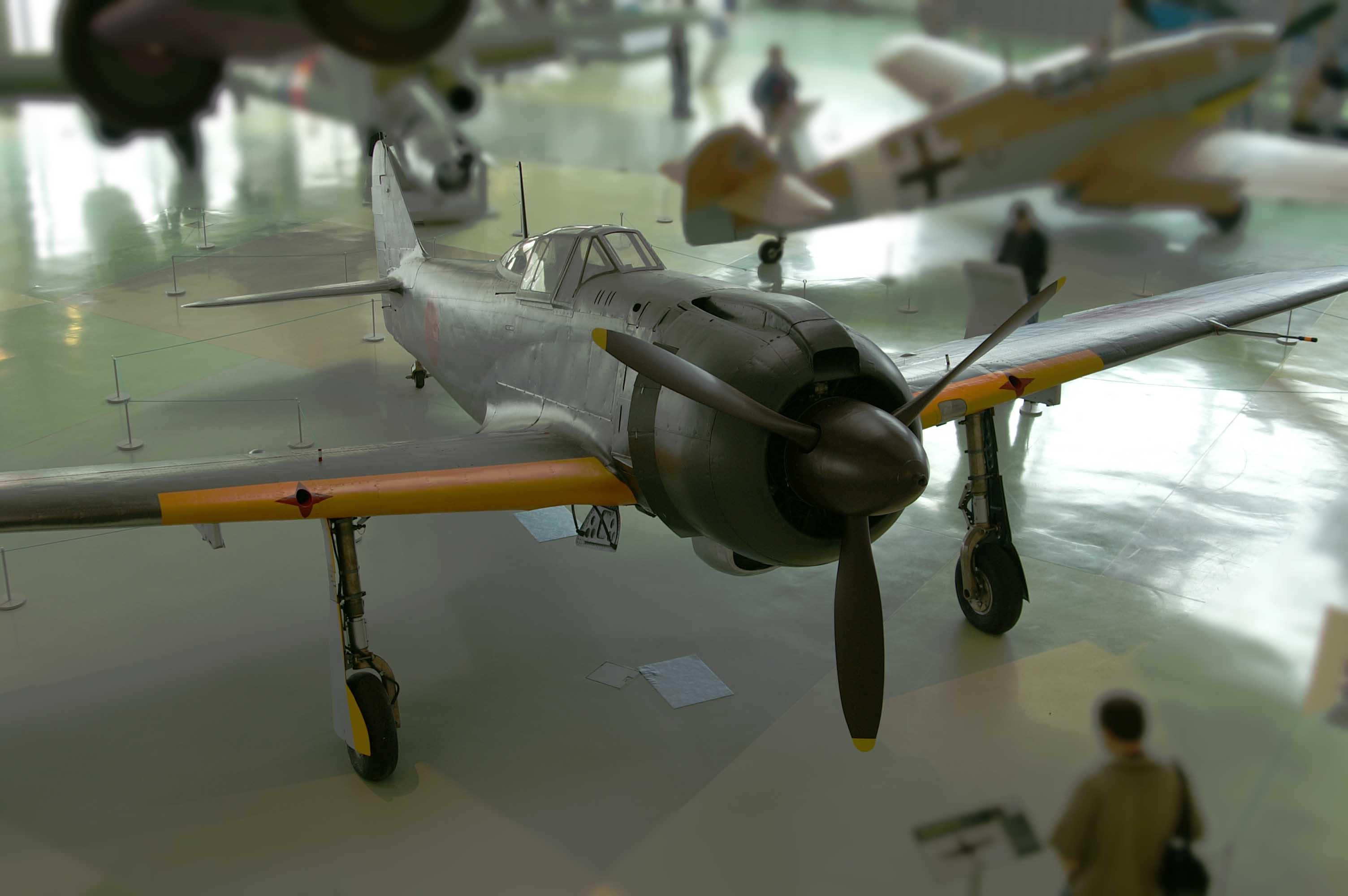
Chiếc Ki-100 nhìn từ phía trước. Ảnh chụp tại Bảo tàng Không quân Hoàng gia Anh ở Hendon, London.

Các đơn vị Lục quân Đế quốc Nhật Bản đầu tiên được trang bị kiểu máy bay này là các trung đoàn bay (sentai) số 5, 59, 200, 244 và đại đội bay độc lập 81. Cùng thời gian này, Lục quân yêu cầu phát triển một phiên bản mới cải tiên đôi chút được gọi là Ki-100 I-Otsu hay Máy bay Tiêm kích Lục quân Loại 5 Kiểu 1b. Kiểu này có một nóc buồng lái dạng bọt nước để cải thiện tầm nhìn và khung máy bay nhằm mục đích mang một động cơ bố trí hình tròn. Khi việc cung cấp những khung máy bay Ki-61-II rỗng kết thúc, phiên bản mới được đưa vào sản xuất. Cùng với các đơn vị Lục quân kể trên, các trung đoàn bay 17, 18, 25, 111 và 125 cũng được huấn luyện để sử dụng kiểu máy bay này.
Chiếc Ki-100 bắt đầu tham gia chiến đấu vào ngày 9 tháng 3 năm 1945 và chịu đựng tổn thất đầu tiên vào tháng 4 năm 1945, tuy nhiên lực lượng Đồng Minh nhanh chóng đánh giá chiếc máy bay tiêm kích mới là một kiểu máy bay chiến đấu hàng đầu. Chỉ có một số ít máy bay Ki-100 sẵn có so với số lượng những chiếc Ki-84 nhưng chúng được nhanh chóng bố trí đến các trung đoàn bay 4, 5, 17, 20, 59, 111, 112 và 244 (việc bố trí này đã trải rộng đáng kể số máy bay ít ỏi có được, nhưng nhiều trong số các đơn vị này chỉ được tái trang bị một phần). Đến năm 1945, Ki-100 được nhìn nhận là một máy bay tiêm kích quan trọng trong lực lượng. Tuy nhiên trong việc đánh chặn những chiếc máy bay ném bom B-29 trên tầm cao (tại một thời điểm trong cuộc chiến, những cuộc tấn công của B-29 diễn ra ở tầm thấp), chiếc máy bay tiêm kích mới gặp khó khăn do kiểu động cơ Ha-112-H bị suy giảm động lực ở độ cao lớn. Cách tấn công những chiếc Superfortress hiệu quả nhất là tấn công trực diện cực kỳ nguy hiểm, chỉ thay đổi đường bay khi đến gần những chiếc máy bay ném bom. Một sai sót trong nỗ lực này là rất nguy hiểm, vì sự tập trung hỏa lực phòng thủ từ chiếc máy bay ném bom. Trong kiểu chiến đấu này, những chiếc máy bay tiêm kích đánh chặn Mitsubishi J2M Raiden của Hải quân là vượt trội hơn cả.
Vào ngày 25 tháng 7 năm 1945, 18 chiếc máy bay tiêm kích Ki-100 thuộc Trung đoàn bay 244 nghênh chiến cùng mười chiếc F6F Hellcat thuộc Phi đoàn Belleau Wood trong một trận không chiến đáng ghi nhớ, khi các phi công Ki-100 báo cáo đã bắn rơi đến 12 máy bay địch và bị tổn thất hai chiếc. Nhiều tranh luận từ cả hai phía nổ ra chung quanh con số chiến thắng và tổn thất thực sự của trận này, nhưng điều này cho thấy chiếc Ki-100 đã trở thành một vũ khí đối địch lợi hại. Tổn thất thực sự của trận này là hai chiếc Hellcat cùng hai chiếc Ki-100 bị mất; trong đó một chiếc Ki-100 và một chiếc F6F bị rơi do va chạm giữa Thiếu tá Tsutae Obara và Thiếu úy Edwin White và cả hai đều bị thiệt mạng. Ki-100 được đánh giá cao về tính nhanh nhẹn của nó, và một chiếc Ki-100 được điều khiển thành thạo có thể vượt qua mọi chiếc máy bay tiêm kích hàng đầu của Mỹ kể cả những chiếc P-51D Mustang và P-47N Thunderbolt chắc chắn theo hộ tống các cuộc ném bom của B-29 xuống Nhật Bản vào lúc đó, và sánh được về tốc độ đặc biệt là ở độ cao trung bình. Trong tay một phi công kinh nghiệm, chiếc Ki-100 là một đối thủ nguy hiểm, và cùng với chiếc Ki-84 của Lục quân và chiếc Kawanishi N1K-J của Hải quân, là những chiếc máy bay tiêm kích Nhật Bản duy nhất có thể đối chọi được những kiểu máy bay Đồng Minh mới nhất.
Sau trận ném bom nhà máy Kagamigahara và sự chậm trễ trong việc giao hàng từ các nhà máy vệ tinh, tốc độ sản xuất của chiếc Ki-100 ngày càng giảm sút, và trong khoảng thời gian giữa tháng 5 và tháng 7, chỉ có 12 chiếc được giao hàng. Cuối cùng, việc sản xuất phải chấm dứt do bị ném bom, và chỉ có tổng cộng 118 chiếc thuộc phiên bản Kiểu 1b được giao hàng. Tổn thất cuối cùng của chiếc Ki-100 trong cuộc chiến diễn ra vào ngày 14 tháng 8 năm 1945, chỉ một ngày trước khi Nhật Bản đầu hàng, khi Trung sĩ Tamagake bị một chiếc Mustang bắn rơi.

## Các phiên bản
Ki-100 Nguyên mẫuDựa trên kiểu Kawasaki Ki-61 II KAI với động cơ bố trí hình tròn. Có ba chiếc được chế tạo.
Ki-100 I-KoMáy bay Tiêm kích Lục quân Loại 5 (Mark Ia), phiên bản sản xuất đầu tiên, cải biến dựa trên kiểu KI-61 II KAI. Có 271 chiếc được chế tạo.
Ki-100 I-OtsuMáy bay Tiêm kích Lục quân Loại 5 (Mark Ib), Nóc buồng lái có tầm nhìn toàn diện. Có 118 chiếc được chế tạo.
Ki-100 II Nguyên mẫuTrang bị động cơ Mitsubishi Ha-112-II-Ru với turbo tăng áp công suất 1.500 mã lực (1.100 kW). Có ba chiếc được chế tạo.
Tổng cộng số lượng sản xuất: 395 chiếc..

## Quốc gia sử dụng
Nhật Bản
- Không lực Lục quân Đế quốc Nhật Bản

## Đặc điểm kỹ thuật (Ki-100-1a/b Goshikisen)

### Đặc tính chung
- Đội bay: 01 người
- Chiều dài: 8,82 m (28 ft 11 in)
- Sải cánh: 10,48 m (34 ft 4 in)
- Chiều cao: 3,75 m (12 ft 4 in)
- Diện tích bề mặt cánh: 20 m² (215 ft²)
- Trọng lượng không tải: 2.525 kg (5.567 lb)
- Trọng lượng có tải: 3.495 kg (7.705 lb)
- Động cơ: 1 x động cơ Mitsubishi Ha 112-II bố trí hình tròn, công suất 1.500 mã lực (1.119 kW) ở 6.000 m (19.685 ft)

### Đặc tính bay
- Tốc độ lớn nhất: 580 km/h (360 mph); tốc độ bổ nhào lớn nhất: 850 km/h (528 mph)
- Tầm bay tối đa: 2.200 km (1.367 mi)
- Trần bay: 11.000 m (36.090 ft)
- Tốc độ lên cao: 16,8 m/s (3.300 ft/min)

### Vũ khí
- 2 x pháo Ho-5 20 mm (0,30 in) gắn trên cánh, 250 viên đạn 20x94 mm mỗi khẩu
- 2 x súng máy Ho-103 12,7 mm (0,50 in) gắn trên thân, 250 viên đạn 12,7x81 mm mỗi khẩu

## Nội dung liên quan

### Máy bay liên quan
- Kawasaki Ki-61

### Máy bay tương tự
- Focke-Wulf Fw 190
- Supermarine Spitfire
- P-51 Mustang
- Lavochkin La-7
- Nakajima Ki-84 "Hayate" (Frank)

### Danh sách liên quan
- Danh sách máy bay chiến đấu
- Danh sách máy bay quân sự Nhật Bản
- Danh sách máy bay trong Chiến tranh Thế giới II
- Danh sách máy bay tiêm kích